# 茨城県立さしま少年自然の家
茨城県立さしま少年自然の家（いばらきけんりつ さしましょうねんしぜんのいえ）は、茨城県猿島郡境町に設置されている青少年教育施設。1983年（昭和58年）4月1日に開園。

## 概要
さしま少年自然の家は1983年（昭和58年）4月1日に開園し、128,766㎡（13町20歩）の敷地面積を有し、猿島郡境町大字伏木の飛び地の雑木林に所在している。
利用に関しては原則10名以上の団体利用であることとされている。利用できる者は小学校・中学校・高等学校の児童や生徒及び指導者、または小学校・中学校・高等学校・大学などのクラブ・サークル、子ども会・スポーツ少年団・ボーイスカウト・ガールスカウトなどの青少年団体、PTA活動やその他の成人団体、企業・研究機関・公共団体、幼稚園・保育園・学童、その他の使用が認められた者とされている。

## 施設

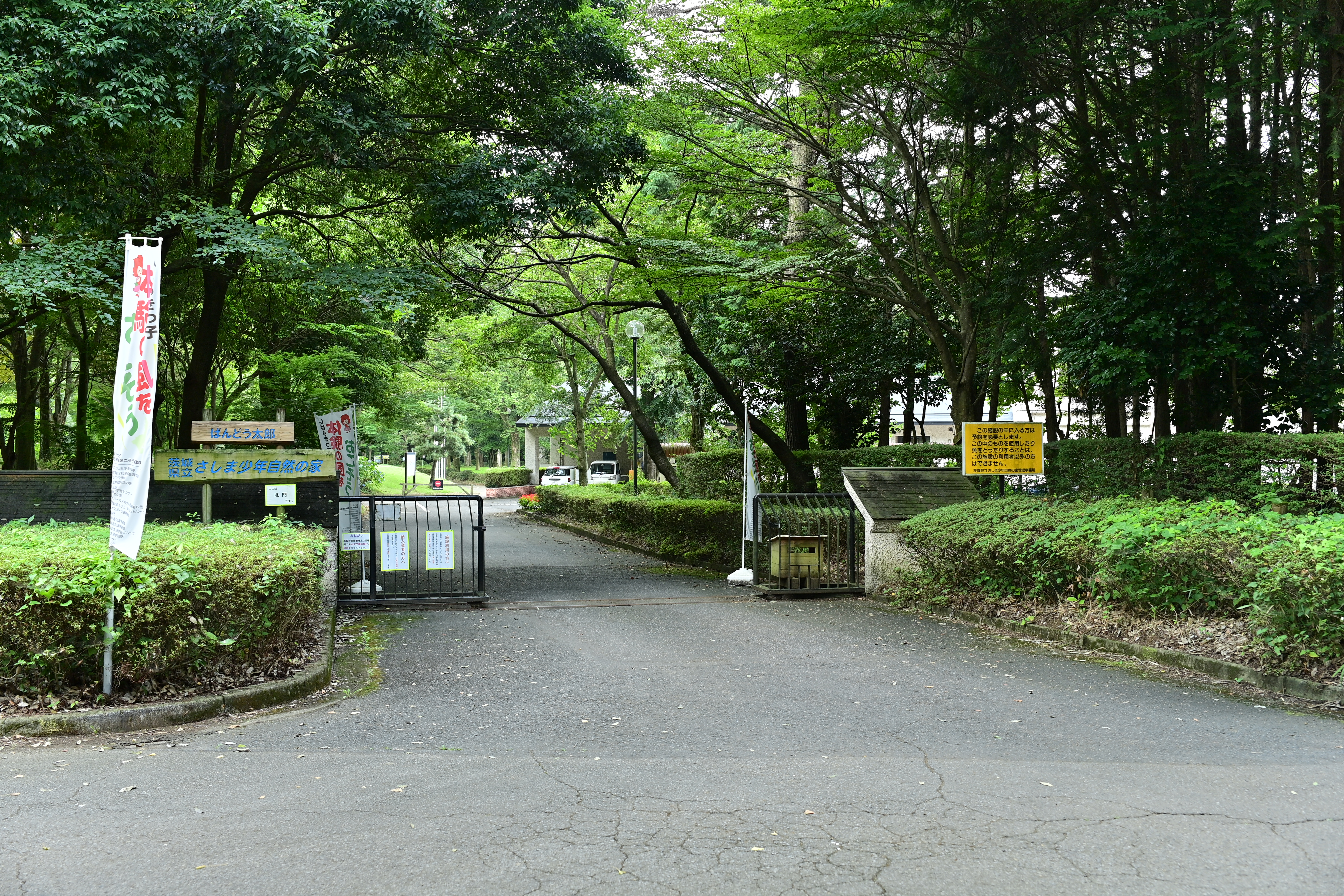
茨城県立さしま少年自然の家の北門

- 管理棟
  - プラネタリウム
  - 厨房
  - プレイハウス
  - 事務室
- 研修棟
  - 宿泊室
  - 指導者室
  - 食堂
  - 浴室
- 工作館
- 野外炊飯場
- 屋根付き野外炊飯場
- キャンプ場
- 動物広場
- 土の広場
- 緑の広場
- キャンプファイアー場
- グラウンドゴルフ場
- 水の遊び場
- 駐車場

## 交通
- 関東鉄道常総線水海道駅よりバスに乗車、坂東市内にて下車（乗車約30分）、タクシーへ乗り継ぎ約10分。
- 東北本線古河駅より朝日バス「境車庫・境町（乗車約40分）」行きに乗車、「境町」にて下車、タクシーへ乗り継ぎ約10分。
- 東武鉄道東武動物公園駅より朝日バス「境車庫（乗車約40分）」行きに乗車、「境町」にて下車、タクシーへ乗り継ぎ約10分。
- 東武野田線愛宕駅より茨急バス「岩井車庫（乗車約40分）」行きに乗車、坂東市内にて下車、タクシーへ乗り継ぎ約10分。